# Universität Franeker

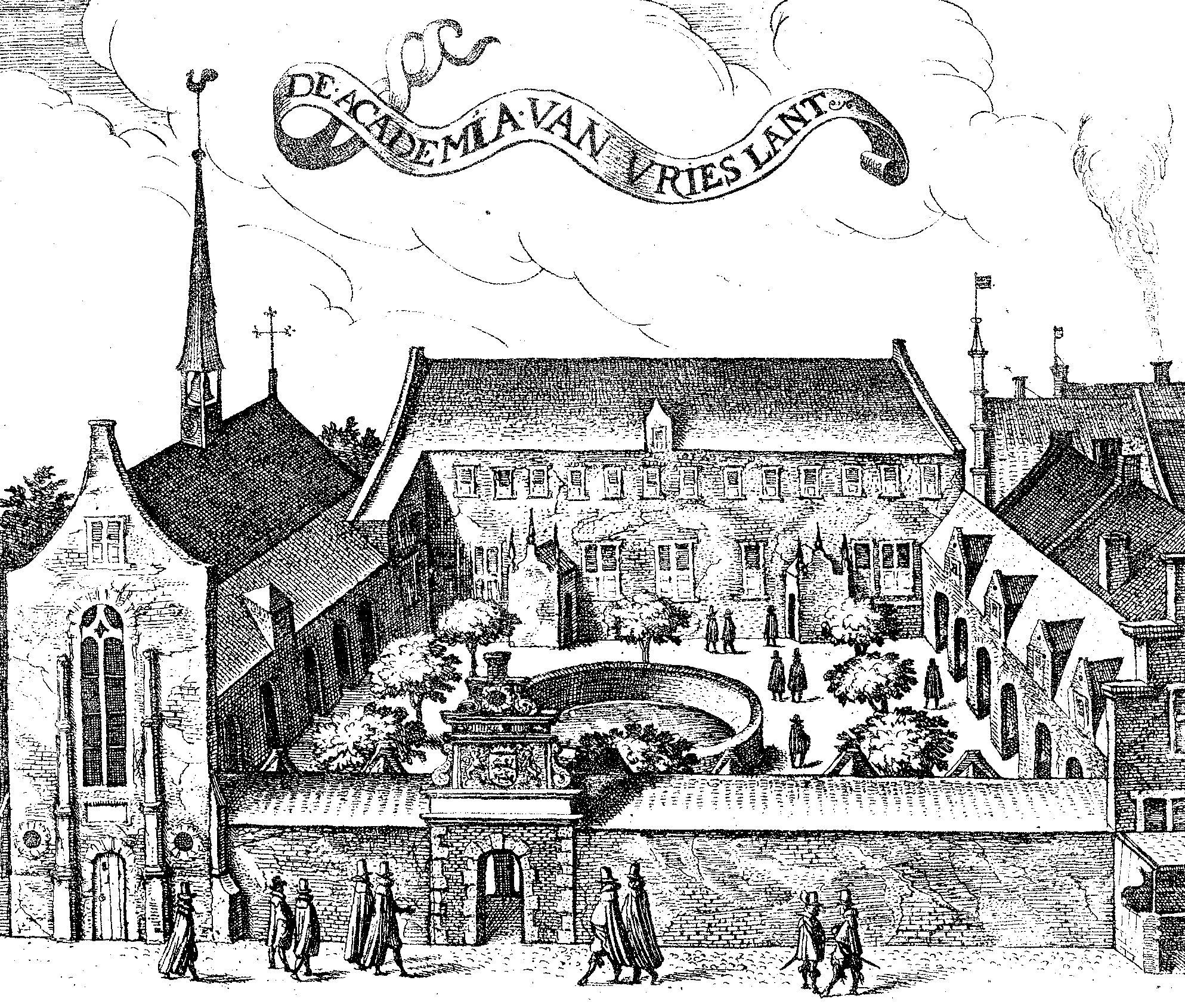
Stich De Academia van Vrieslant aus Winsemius, Chronique van Frieslant, Frjentsjer 1622

Die Universität Franeker (niederländisch Universiteit van Franeker, lateinisch Academia Franekerensis) war eine niederländische Universität in Franeker (westfriesisch Frjentsjer) in der Provinz Friesland, die von 1585 bis 1811 bestand. Sie war nach der Universität Leiden die zweitälteste Universität der Niederlande.

## Geschichte
Die Universität Franeker wurde am 15. Juli 1585 von der friesischen Provinzregierung, den Provinzstaaten, gegründet, um reformierte Prediger und Beamte für den neuen Staat auszubilden. Die Wahl fiel auf Franeker, da dort ehemalige Klostergebäude zur Verfügung standen und die Stadt während des Kriegs gegen Spanien sicherer war als die friesische Hauptstadt Leeuwarden.
Die Universität wurde aus eingezogenem Kirchengut finanziert und erhielt als Aufsicht vier Kuratoren, die von den Provinzstaaten ernannt wurden. Die reformierte Kirche hatte keinen direkten Einfluss.
Während des Goldenen Zeitalters im siebzehnten Jahrhundert erlebte die Universität eine Blüte. Sie wurde von zahlreichen ausländischen Studenten besucht, die zeitweise die Hälfte der Studenten ausmachten. Sie kamen vor allem aus reformierten Gebieten in Deutschland und Ungarn. Im achtzehnten Jahrhundert nahm die Bedeutung der Universität ab und sie hatte nur noch regionale Bedeutung. Nachdem das Französische Kaiserreich 1810 das Königreich Holland annektiert hatte, blieben nur drei Universitäten erhalten: Leiden, Utrecht und Groningen. Die Universität Franeker wurde im Folgejahr geschlossen.
Von 1813 bis 1843 bestand sie noch als Athenaeum (Akademie ohne Universitätsstatus) weiter.
In Deutschland bestand mit der Hohen Schule Herborn eine vergleichbare calvinistische Bildungseinrichtung, zu der auch ein reger Kontakt bestand.

## Bekannte Professoren und Studenten
- Foppe van Aitzema (1580–1637), Student, wurde später Jurist und Diplomat
- Balthasar Bekker (1634–1698), Student, wurde später Theologe
- Pieter Burman der Jüngere (1713–1778), wirkte als Professor für Redekunst und Geschichte
- Johannes Coccejus (1603–1669), wirkte als Professor für hebräische Sprache, ab 1643 für Theologie
- René Descartes (1596–1650), Student im Jahr 1629
- Bernhard Duising (1673–1735), Student von 1695 bis 1697
- Paul Glandorp (1626–1696), Mediziner, Student von 1647 bis 1650
- Nicolaus Gürtler (1654–1711), Professor für Theologie
- Willem van Haren (1710–1768), Schriftsteller und Politiker
- Onno Zwier van Haren (1713–1779), Politiker und Dichter
- Johann Gottlieb Heineccius (1681–1741), Professor der Rechte
- Daniel Heinsius (1580–1655), Humanist
- Tiberius Hemsterhuis (1685–1766), Professor für Griechisch und Philosoph
- Johann Holwarda (1618–1651), Astronom und Arzt, wirkte als Professor der Philosophie
- Ulrich Huber (1636–1694), Student, wirkte später als Professor für Eloquenz und Geschichte
- Albertus Arnoldus van Hutten (1587/88–1663), Prediger und Gelehrter
- Johann Christian Loers (1675–1743), reformierter Geistlicher, Theologe und Hochschullehrer, studierte an der Universität
- Marcus Lycklama à Nijeholt (1573–1625), Student, Professor der Rechte, Rektor und Kurator der Universität, Diplomat
- Johann Samuel König (1712–1757), Mathematiker, wirkte als Professor der Philosophie
- Martin Lydius (1539/1540–1601), reformierter Theologe, Professor primarus der Theologie und Rektor der Hochschule
- Balthasar Lydius (1576–1629), Student von 1569 bis 1599, reformierter Theologe und Geistlicher
- Johannes Maccovius (1588–1644), wirkte als Professor für Theologie aus Polen
- Henricus Antonides Nerdenus, Professor für Theologie 1585–1614
- Murk van Phelsum (1730–1779), Arzt und Pharmakologe
- Justus Reifenberg († 1631), Rechtswissenschaftler, 1630 Rektor der Universität
- Anna Maria von Schürmann (1607–1678), in Köln geboren, 1639 eine der ersten Studentinnen in Europa
- Garlieb Sillem (1676–1732), Lizentiat der Rechte und Bürgermeister von Hamburg
- Johann Melchior Steinberg (1625–1670), reformierter Theologe, Professor der Theologie ab 1669
- Petrus Stuyvesant (1612–1672), Gouverneur von Neu-Amsterdam
- Johann Jacob Wissenbach (1607–1665), Student und später Rechtsprofessor und Rektor der Universität